# Rivière Fourchue
Pour les articles homonymes, voir Fourchu.
La rivière Fourchue coule dans la région administrative du Bas-Saint-Laurent, au Québec, au Canada, dans les municipalités régionale de comté (MRC) de Kamouraska, Rivière-du-Loup et Témiscouata.

## Géographie
La rivière Fourchue prend sa source dans une zone marécageuse au nord-ouest de Saint-Athanase, elle coule vers le nord dans le territoire non organisé de Picard jusqu'au lac Morin puis jusqu'à sa confluence rive droite avec la rivière du Loup dans Saint-Alexandre-de-Kamouraska après une brève incursion dans le sud-ouest de Saint-Antonin. La rivière du loup rejoint ensuite l'estuaire moyen du Saint-Laurent.

## Toponymie
Le toponyme rivière Fourchue a été officialisé le 5 décembre 1968 à la Commission de toponymie du Québec.